# Футбол у Бучачі
У статті є інформація про футбол у Бучачі — районному центрі Тернопільської області, Україна.

## Назва
На початках, до другої світової війни та в діаспорі українці називали гру копаний м'яч. За спогадами випускника Місійного інституту імені святого Йосафата Юліяна Катрія ЧСВВ, серед його учнів — найпопулярніша гра. Цю назву гри вжито також, зокрема, в історично-мемуарному збірнику «Бучач і Бучаччина».

## Історія

### Австрійський період
Точна дата появи гри та першого поєдинку невідома.

### Польський період
Було кілька команд, створених представниками етнічних громад міста. Зокрема:
- українська — «Буревій», за яку виступав також гравець родом з Монастириська Ізидор Рибак, який разом із Миколою Бартківим запропонували назву клубу[3],
- польські — «Пилява»[4], «Поґонь»,
- юдейська — «Маккабі»[4].

### Радянський період
Найуспішніший з точки зору досягнень.
У травні 1946 року в Монастириськах відбувся матч між футбольними збірними господарів та Бучача, перемогли гості 6:3.
У місті були команди:
- у 1948—1949 роках була команда міста Бучача, її назва в тодішній районній газеті «Нова зірка» не вказана; зокрема, у червні 1948 команда вдома виграла матч на першість області у команди Бережан 2:0[6],
- «Труд», зокрема, у 1955 році,
- «Буревісник», зокрема, у 1956—1957 роках,
- «Авангард», зокрема, у 1958—1960 роках,
- «Спартак» — переможець розіграшу Кубка області серед команд цього товариства у 1962 році, 30 травня 1963 року в місті в товариському матчі обіграв команду майстрів класу «Б» львівський СКА з рахунком 4:3.[7]
- «Колос» (до 1969 «Колгоспник»). Ця команда тричі поспіль (з 1969 до 1971 рр.) здобувала кубок «Золотий колос» як найсильніша сільська команда усього Радянського Союзу. За це досягнення вона отримала право навічно залишити кубок у себе (переданий до Бучацького районного краєзнавчого музею).[8]
- Металіст — у 1980-тих роках.

### Період відновлення Незалежності України

#### Обласні змагання
Місто на обласних змаганнях представляє ФК «Колос». Не у всіх першостях області команда брала участь, зокрема, не була заявлена на сезон 2015.

#### Районні змагання
Команди з міста регулярно беруть участь у розіграші першості району. Зокрема, «Ядро» — учасник першості-2012, у якій, з урахуванням результатів районної Спартакіади, посіла 1-ше місце у своїй групі. У сезоні-2013 посіла 7-е місце в 2-й групі

### Турнір пам'яті Богдана Микитчака
Змагання з міні-футболу серед аматорів проводяться, починаючи з 2003 року. Ініціатори турніру — футболісти команд району, які власним коштом (немає спонсорів) купляють вінок і вшановують пам'ять загиблого колишнього молодого футболіста біля його могили.

### Група «Здоров'я»
Щонеділі на міському стадіоні о 10°° збираються прихильники гри — як колишні професійні гравці, так і любителі, іноді — діючі гравці. Залежно від кількості гравців, діляться на команди та грають «двосторонку» (сленг — «дир-дир»). Група почала діяльність ще в радянський період. На початку весни, коли варто дати можливість піднятись траві на газоні, прихильники футболу змагаються на майданчику біля Бучацького ліцею (раніше — на спортмайданчику біля гімназії).